# أميريكو غونزاليس
أميريكو غونزاليس (بالإسبانية: Américo González)‏ هو رياضي خماسي أوروغواياني، ولد في 17 ديسمبر 1925.

## وصلات خارجية
- أميريكو غونزاليس على موقع اللجنة الأولمبية الدولية (الإنجليزية)
- أميريكو غونزاليس على موقع أوليمبيديا (الإنجليزية)